# مانت لا جولي
مانت لا جولي (بالفرنسية: Mantes-la-Jolie)‏ هي بلدة فرنسية تقع في إقليم الإيفلين في منطقة إيل دو فرانس.